# Caràcter (pel·lícula)
Caràcter (títol original: Karakter) fou dirigida pel realitzador neerlandès Mike van Diem a partir de la novel·la del mateix títol de Ferdinand Bordewijk. L'any 1997 va obtenir el premi Oscar de l'Acadèmia de Hollywood a la millor pel·lícula de parla no anglesa. Ha estat doblada al català.

## Argument
A Rotterdam, als anys 1920, Jacob Katadreuffe viu amb la seva mare, Joba, voltat d'una gran pobresa. El seu pare, Dreverhaven, un notable amb qui la seva mare ha rebutjat sempre casar-s'hi, no fa res per facilitar l'existència del seu fill, ben al contrari. Malgrat les dificultats, Jacob es mostra àvid de coneixement, i fa tot el possible per realitzar el seu somni, esdevenir advocat.

## Premis i nominacions[calcitació]
Premis
- 1998: Oscar a la millor pel·lícula de parla no anglesa